# Bubba Shobert
Don Wayne "Bubba" Shobert (Lubbock (Texas, 19 januari 1962) is een Amerikaans voormalig motorcoureur.

## Carrière
Hij was A.M.A. Grand National Champion in 1985, 1986 en 1987 en AMA Superbike-kampioen in 1988.
In het WK-seizoen 1988 debuteerde hij tijdens de GP van de Verenigde Staten in het wereldkampioenschap wegrace met een van Honda Racing Corporation gehuurde fabrieks-Honda NSR 250 uit 1987. Hij eindigde als vijfde in de race, met nauwelijks ervaring op een 250cc-wegracer. 
In het seizoen 1989 werd hij als fabriekscoureur ingehuurd door de Japanse tabaksfabrikant Cabin, die over Honda NSR 500-machines kon beschikken. Shobert werd in de GP van Japan elfde. In de GP van Australië viel hij uit en in de GP van de USA werd hij negende. 

## Ongeval
Na de finish van de Amerikaanse Grand Prix reed Shobert naast Eddie Lawson om die te feliciteren met zijn derde plaats. Plotseling werden ze geconfronteerd met Kevin Magee, die achter een onoverzichtelijke heuvel was gestopt om een burnout te maken. Lawson kon nog net uitwijken, maar Bubba Shobert klapte hard tegen Magee en diens machine. Hij werd met ernstig hoofdletsel naar het ziekenhuis gebracht. Enkele maanden later was hij stabiel genoeg om verzorgd te worden door zijn ouders in Lubbock. Uiteindelijk herstelde Bubba Shobert geheel van zijn verwondingen, maar hij zou nooit meer racen. Wel trad hij nog op als manager voor de coureurs in het AMA-Dirttrack-kampioenschap. 